# Johann Christoph Glaubitz
Johann Christoph Glaubitz (Litouws:Jonas Kristupas Glaubicas) (Pools: Jan Krzysztof Glaubitz) (Schweidnitz, ca. 1700 - Vilnius, 30 maart 1767) was een Pools-Litouwse Barokarchitect van Duitse-Silezische afkomst. Glaubitz was vooral werkzaam in Litouwse deel van het rijk. Hij wordt gezien als de grootste Barokke architect van het Groothertogdom Litouwen, stichter van de Vilniusbarok en haar gelijknamige architectuurschool. Dankzij Glaubitz heeft de Oude binnenstad van Vilnius vooral een Barok aanzien. Voorbeelden van andere steden waar gebouwen van deze architect te vinden zijn: Białystok, Lida, Polotsk, Daugavpils en Mogilev. De architect verhuisde op zijn 37e naar Vilnius en werd daar een van de belangrijkste Lutherse inwoners van de stad.

## Bekende werken
- Sint-Johanneskerk (Vilnius)
- Sint-Catharinakerk (Vilnius)
- Orthodoxe Kerk van de Heilige Geest (Vilnius)
- Grote Synagoge van Vilnius
- Stadhuis van Vilnius
- Sint-Sophiakathedraal in Polotsk

## Afbeeldingen

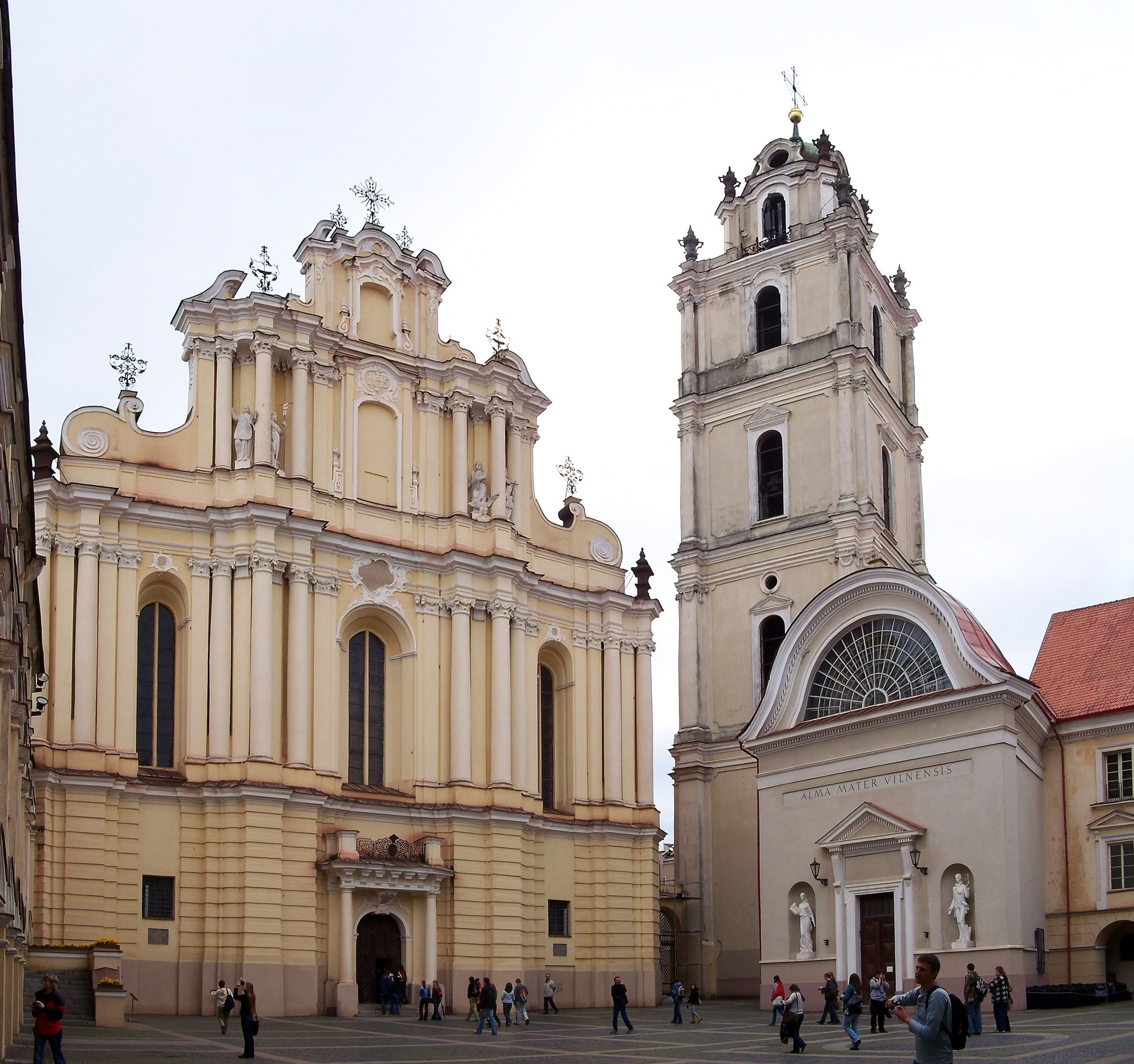
Sint-Johanneskerk in Vilnius
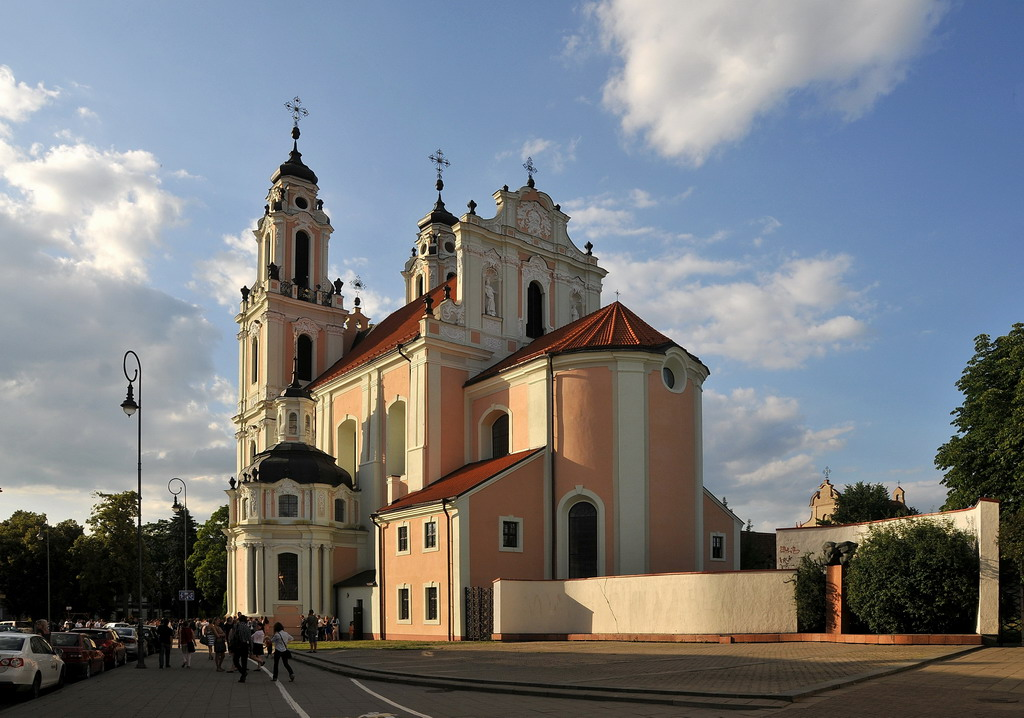
Sint-Catharinakerk in Vilnius
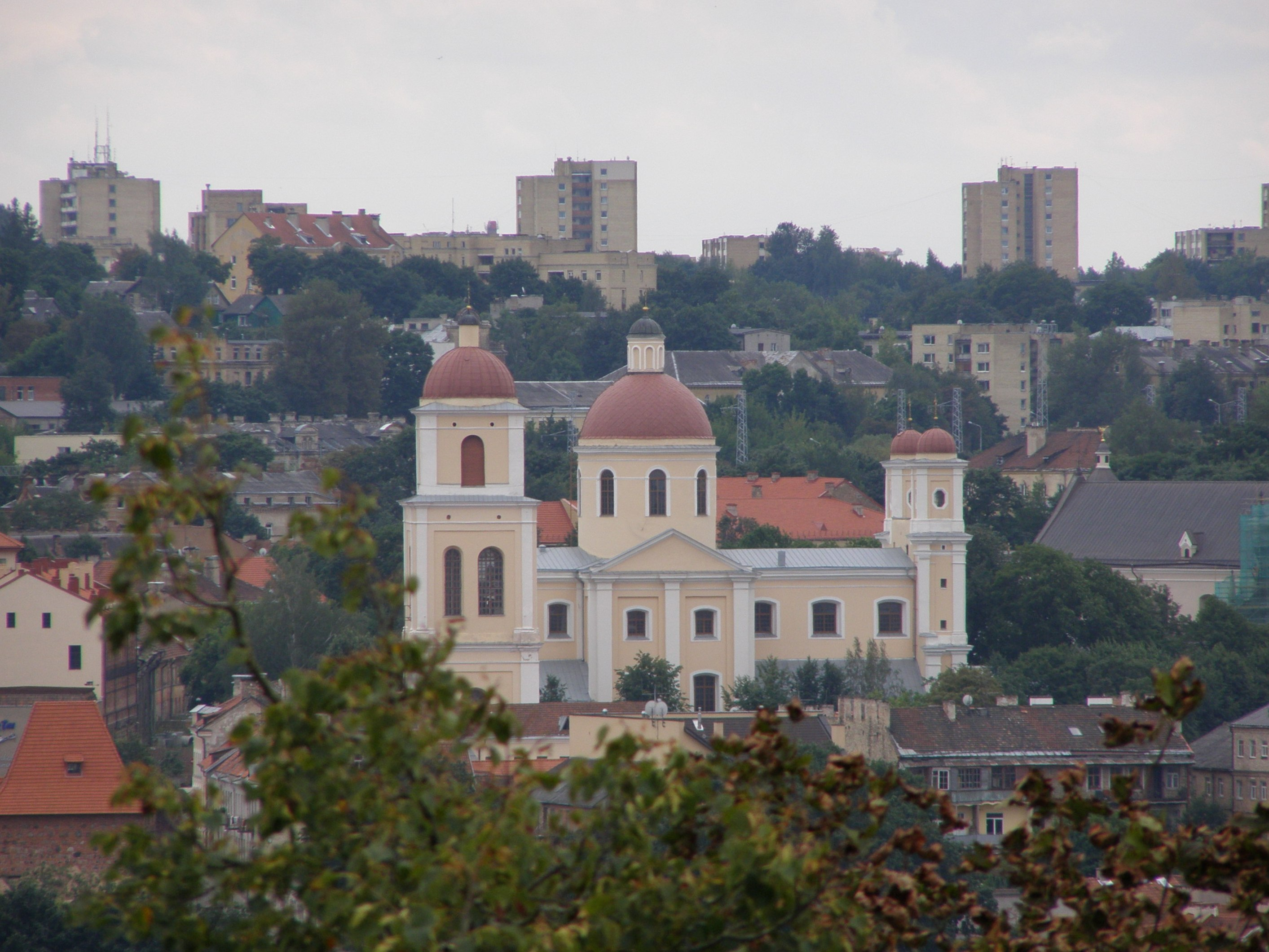
Orthodoxe Kerk van de Heilige Geest in Vilnius
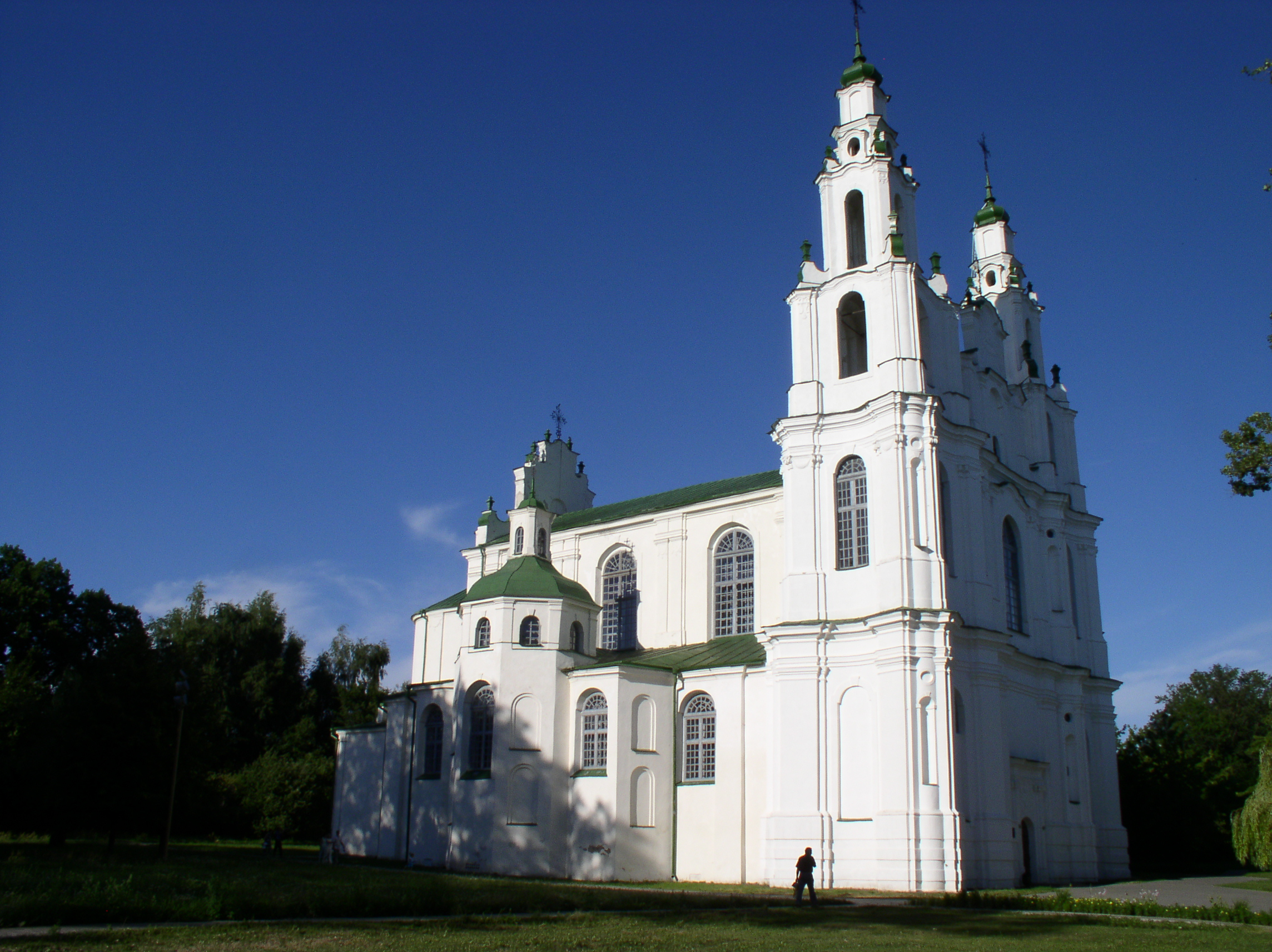
Sint-Sofiakerk in Polotsk
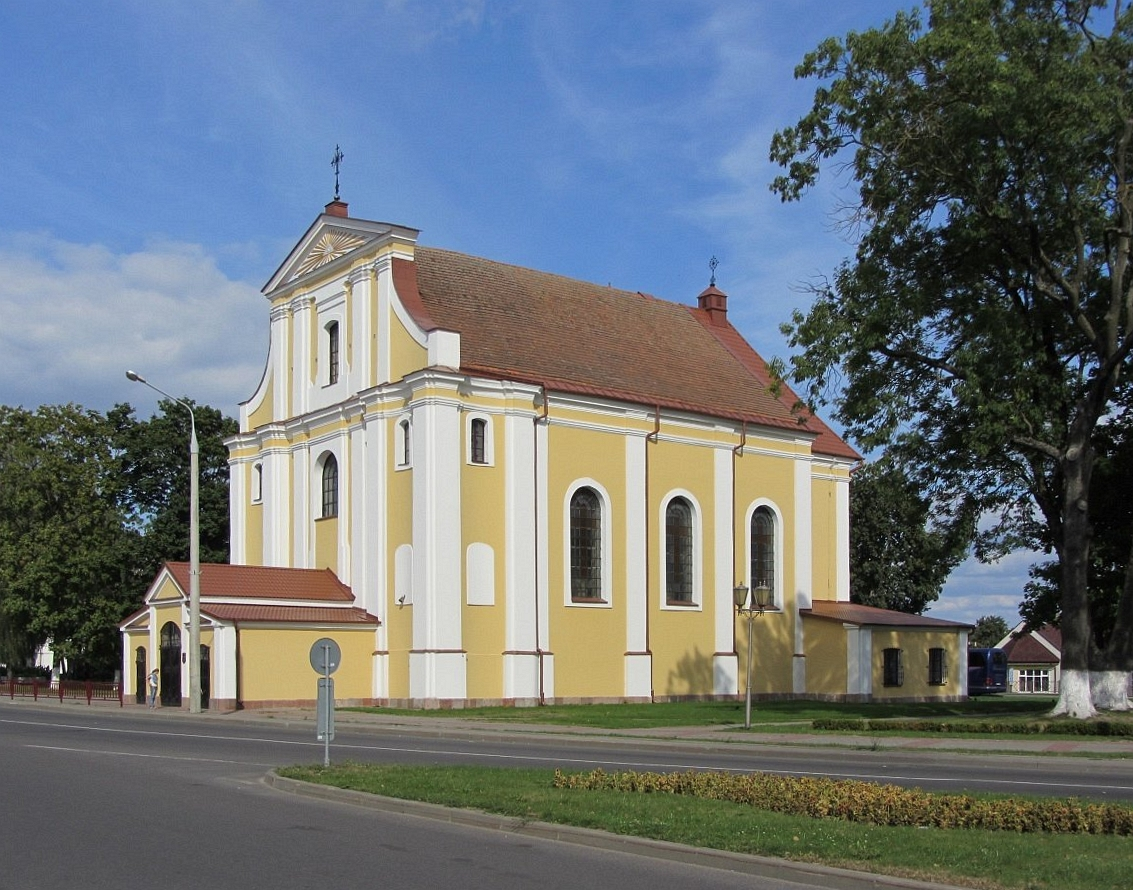
Kruisverheffingskerk in Lida
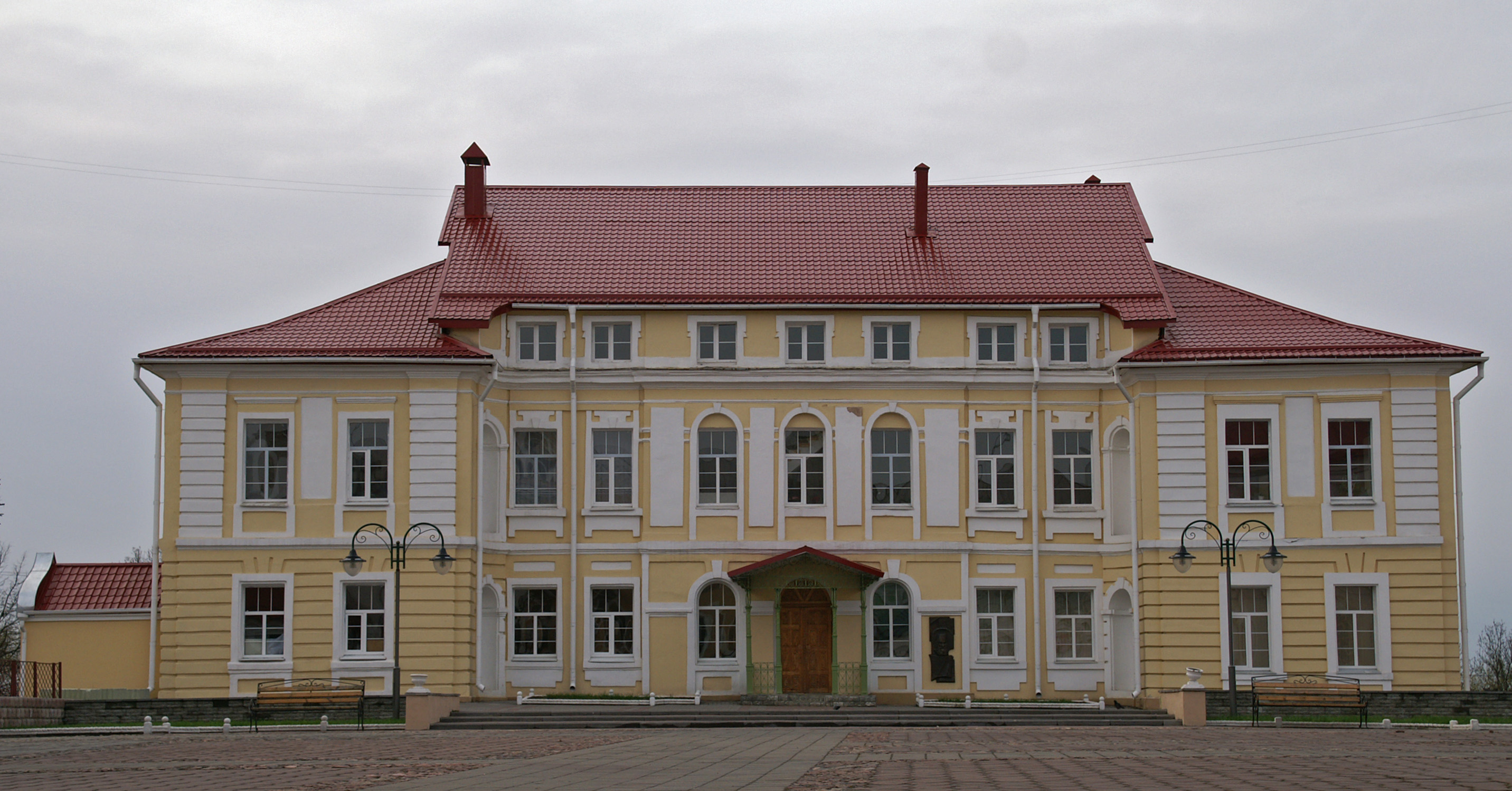
Aartsbisschoppelijk paleis in Mahiljow

- Gemeinsame Normdatei: 133585077
- Nationale Bibliotheek van Polen: a0000003249258
- Union List of Artist Names: 500094367
- Virtual International Authority File: 535144782708531291710
- WorldCat: E39PCjDyVWmYdx9Hyh3vmrWHJC